# Carlos Sánchez
Carlos Andrés Sánchez Arcosa (sinh ngày 2 tháng 12 năm 1984) là một cầu thủ bóng đá người Uruguay thi đấu ở vị trí tiền vệ tấn công cho câu lạc bộ Brasil Santos FC và đội tuyển quốc gia Uruguay.

## Thống kê sự nghiệp

### Quốc tế
Tính đến 30 tháng 6 năm 2018
| Uruguay   | Uruguay | Uruguay   |
| Năm       | Số trận | Bàn thắng |
| --------- | ------- | --------- |
| 2014      | 2       | 0         |
| 2015      | 12      | 0         |
| 2016      | 12      | 0         |
| 2017      | 7       | 1         |
| 2018      | 5       | 0         |
| Tổng cộng | 38      | 1         |

### Bàn thắng quốc tế
Tỉ số và kết quả liệt kê bàn thắng của Uruguay trước.
| #  | Ngày                | Địa điểm                             | Đối thủ | Tỉ số | Kết quả | Giải đấu                 |
| -- | ------------------- | ------------------------------------ | ------- | ----- | ------- | ------------------------ |
| 1. | 28 tháng 3 năm 2017 | Estadio Nacional de Lima, Lima, Peru | Perú    | 1–0   | 1–2     | Vòng loại World Cup 2018 |

## Danh hiệu

### Câu lạc bộ
River Plate
- Primera B Nacional: 2011-12
- Copa Sudamericana: 2014
- Recopa Sudamericana: 2015
- Copa Libertadores: 2015
- Suruga Bank Championship: 2015

Monterrey
- Copa MX: Apertura 2017